# Amiloid plakkok
Az amiloid plakkok (más néven neuritikus plakkok, béta amiloid plakkok vagy szenilis plakkok) a béta amiloid (Aβ) fehérje extracelluláris lerakódásai, amelyek főként az agy szürkeállományában jelennek meg. Degeneratív neuronális elemek, valamint rengeteg mikroglia és asztrocita társulhat az amiloid plakkokhoz. Néhány plakk az agyban az öregedés következtében keletkezik, de nagyszámú plakk és neurofibrilláris köteg az Alzheimer-kór jellemző vonása. A plakkok alakja és mérete nagyon változó; Az Aβ-ra immunfestett szövetmetszetekben log-normális méreteloszlási görbét alkotnak, átlagos plakkterületük 400-450 μm2. A legkisebb (200 μm2-nél kisebb) plakkok, amelyek gyakran diffúz Aβ-lerakódásokból állnak, különösen sokak. A plakkok akkor képződnek, amikor az Aβ rosszul hajtódik fel, és oligomerekké és hosszabb polimerekké aggregálódik, amelyek közül az utóbbi az amiloidra jellemző.

## Betegségekben való szerepe
A bőséges Aβ plakkok, valamint az aggregált tau fehérjéből álló neurofibrilláris kötegek az a két lézió, amelyek szükségesek az Alzheimer-kór neuropatológiai diagnózisához. Bár a neurofibrilláris kötegek száma erősebben korrelál a demencia mértékével, mint a plakkok száma, a genetikai és patológiai leletek azt mutatják, hogy az Aβ központi szerepet játszik az Alzheimer-kór kockázatában, kialakulásában és progressziójában.
Az Alzheimer-kór diagnózisa általában az agyszövetben lévő plakkok és kötegek mikroszkópos elemzését igényli, általában a boncoláskor. Az Aβ plakkok (az agyi Aβ-amiloid angiopátiával együtt) azonban kimutathatók élő alanyok agyában radioaktívan jelölt szerek előállításával, amelyek szelektíven kötődnek az agyban lévő Aβ-lerakódásokhoz, miután vérbe infúziót kaptak. A ligandumok átjutnak a vér-agy gáton, és az aggregált Aβ-hoz kapcsolódnak, és agyi retenciójukat pozitronemissziós tomográfiával értékelik. Ezenkívül a plakkok és kötegek jelenléte megbecsülhető az Aβ és tau fehérjék mennyiségének mérésével a cerebrospinális folyadékban.

## Előfordulása
Az életkor előrehaladtával nő annak valószínűsége, hogy plakkok jelennek meg az agyban. 60 éves kortól (10%) 80 éves korig (60%) lineárisan növekszik a szenilis plakkosok aránya. A nők valamivel nagyobb valószínűséggel rendelkeznek plakkokkal, mint a férfiak. Mind a plakkok, mind az Alzheimer-kór gyakoribbak a 21-es triszómiában (Down-szindrómában) szenvedő idősödő személyeknél. Úgy gondolják, hogy ez az Aβ túlzott termeléséből adódik, mivel az APP gén a 21-es kromoszómán található, amely Down-szindrómában három példányban létezik.
Az amiloid plakkok természetesen előfordulnak nem emberi fajok öregedő agyában, a madaraktól a nagy majmokig.A nem humán főemlősökben, amelyek az ember legközelebbi biológiai rokonai, minden eddig vizsgált fajban találtak plakkokat. A neurofibrilláris kötegek azonban ritkák, és egyetlen nem emberi fajnál sem mutatták ki demenciát, valamint az Alzheimer-kór teljes neuropatológiáját.